# Vieux-Fort
Vieux-Fort é uma comuna francesa, situada no departementoa de Guadalupe. Conta com mais de 1 749 habitantes. Esta situada na Ilha de Basse-Terre.

## Ligações Externas
- Site du Conselho geral de Guadeloupe.